# План Одендаала

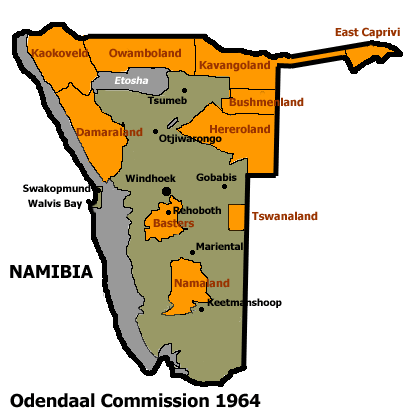
План Одендаала. Хоумленды выделены жёлтым цветом

В 1962 году комиссия под председательством Фокса Одендаала предложила правительству Южно-Африканской Республики в рамках осуществления политики апартеида создать для коренных народов Юго-Западной Африки этнические «отечества» — хоумленды (англ. homelands), известные также под названием бантустанов, в которых они могли бы сохранить свою самобытность и получить более эффективное политическое и хозяйственно-экономическое развитие в отсутствие конкуренции с белыми предпринимателями.

## Хоумленды

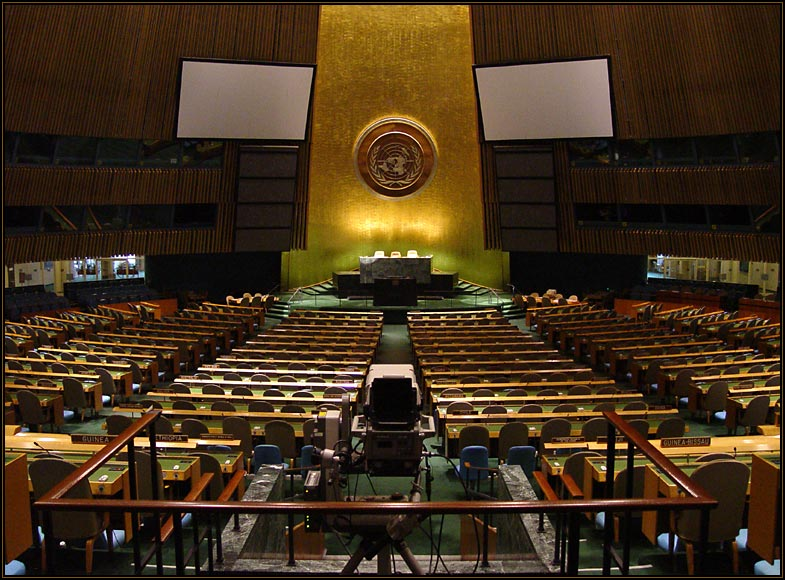
На заседании Генеральной Ассамблеи ООН было принято решение об отклонении плана Одендаала

По решению «Комиссии Одендаала» было создано 10 хоумлендов (в некоторых источниках говорится об 11-ти):
| Имя | Флаг                                                                           | Год основания                                                     | Народ    | Статистика населения (1964) | Площадь    | Столица       |
| --- | ------------------------------------------------------------------------------ | ----------------------------------------------------------------- | -------- | --------------------------- | ---------- | ------------- |
| Бастерленд (позже переименован в Рехобот)                                                                           |                                                                                | 1976 Автономия в 1979-1990 годах                                  | Бастеры  | 21 439 (1991)               | 13 860 км² | Рехобот       |
| Бушменленд (с 1989 года — Республика Бушменленд)                                                                    |                                                                                | 1968 Автономия в 1989 году                                        | Бушмены  | 12 000                      | 23 927 км² | Цумкве        |
| Восточный Каприви (Республика Восточный Каприви, в 1976 году переименован в Лози, а в 1977 — в Государство Каприви) | Флаг Восточного Каприви до 1977 года · Флаг Восточного Каприви после 1977 года | 1972 Автономия с 1976 года, «независимость» в 1989-1990 годах     | Лози     |                             | 19 532 км² | Катима-Мулило |
| Герероленд |                                                                                | 1968 Автономия с 1970 года                                        | Гереро   | 44 000                      | 58 997 км² | Окаханджа     |
| Дамараленд (с 1980 — Республика Дамараленд)                                                                         |                                                                                | 1970 Автономия с 1980 года                                        | Дамара   | 44 000                      | 47 990 км² | Омаруру       |
| Каванголенд (позже и до 1990 года — Государство Каванго)                                                            |                                                                                | 1970 Автономия с 1973 года, позже предоставлялась «независимость» | Окаванго | 28 000                      | 41 701 км² | Рунду         |
| Каоколенд |                                                                                | 1970                                                              | Химба    | 5 000                       | 48 982 км² | Опуво         |
| Намаленд (позже переименован в Намакваленд)                                                                         |                                                                                | 1980                                                              | Нама     | 35 000                      | 21 677 км² | Китмансхуп    |
| Овамболенд |                                                                                | 1968 Автономия с 1973 года, «независимость» с 1976 года           | Овамбо   | 239 000                     |            | Ондангва      |
| Тсваналенд (в 1961—1968 так же именовался бантустан Бопутатсвана)                                                   |                                                                                | 1968                                                              | Тсвана   | 10 000                      | 1 554 km²  | Аминуис       |